# Josef Rössler (hudebník)
Josef Rössler, přezvídaný Bobeš, (* 7. dubna 1956 Praha) je český hudebník, hráč na různé klávesové nástroje, klarinet, akordeon a kytaru. V první polovině sedmdesátých let hrál v občasné kapele The Goldberg Grass Band. V letech 1975 až 1977 působil v kapele Dr. Prostěradlo Band. Po jejím rozpadu založil skupinu B Band Vůbec (BBV), které hrála jen krátce. V roce 1981 hostoval u skupiny The Plastic People of the Universe – podílel se na představení, z něhož vzešla deska Co znamená vésti koně. Později se hudbě věnoval minimálně. Od konce devadesátých let vystupoval s kapelou DG 307, s níž vydal jedno studiové a několik koncertních alb. V roce 2018 vyšlo ve vydavatelství Guerilla Records jeho vlastní album Bilance, vydané pod hlavičkou kapely Bobeš & Band.
Jeho otcem byl mořeplavec Josef Rössler a pradědou Josef Rössler-Ořovský.

## Diskografie
- Co znamená vésti koně (The Plastic People of the Universe, 1981)
- Koncert (DG 307, 1999)
- Šepoty a výkřiky (DG 307, 2002)
- Live – Divadlo Na zábradlí 17.4.2005 (DG 307, 2005)
- Květy podzimu – barvy jara (DG 307, 2008)
- Bilance (Bobeš & Band, 2018)
- Poutníci snu (DG 307, 2019)

## Dílo - vzpomínky
- RÖSSLER, Josef "Bobeš". Obraz doby aneb Chaotické vzpomínky na život v českém undergroundu 70. let. Příprava vydání Martin Machovec. 1. vyd. [s.l.]: Pulchra, 2009. 331 s. ISBN 978-80-87377-03-1.